# Enterprise (Oregon)
Enterprise és una població dels Estats Units i seu del comtat de Wallowa a l'estat d'Oregon. Segons el cens del 2000 tenia 1.895 habitants.

## Demografia
Segons el cens del 2000, Enterprise tenia 1.895 habitants, 821 habitatges, i 522 famílies. La densitat de població era de 497,7 habitants per km².
Dels 821 habitatges en un 28,6% hi vivien nens de menys de 18 anys, en un 50,8% hi vivien parelles casades, en un 8,8% dones solteres, i en un 36,4% no eren unitats familiars. En el 32% dels habitatges hi vivien persones soles el 13,9% de les quals corresponia a persones de 65 anys o més que vivien soles. El nombre mitjà de persones vivint en cada habitatge era de 2,23 i el nombre mitjà de persones que vivien en cada família era de 2,8.
Per edats la població es repartia de la següent manera: un 24,3% tenia menys de 18 anys, un 5,2% entre 18 i 24, un 22,5% entre 25 i 44, un 27,1% de 45 a 60 i un 20,9% 65 anys o més.
L'edat mediana era de 44 anys. Per cada 100 dones de 18 o més anys hi havia 91,1 homes.
La renda mediana per habitatge era de 31.429$ i la renda mediana per família de 39.338$. Els homes tenien una renda mediana de 29.688$ mentre que les dones 22.232$. La renda per capita de la població era de 16.755$. Aproximadament el 6,7% de les famílies i l'11,3% de la població estaven per davall del llindar de pobresa.

## Poblacions més properes
El següent diagrama mostra les poblacions més properes.

## Fills il·lustres
- Dale T. Mortensen (1939 - 2014) economista, Premi Nobel d'Economia de l'any 2010.